# Lamed Szapiro
Lamed Szapiro (właśc. Lewi Jehoszua Szapiro, ur. 26 lutego?/10 marca 1878 w Rzyszczowie, zm. 25 sierpnia 1948 w Los Angeles) – żydowski prozaik i poeta, piszący w jidysz, a także po rosyjsku i hebrajsku.

## Życiorys
Urodził się 10 marca 1878 r. w Rzyszczowie na Ukrainie, w ówczesnej guberni kijowskiej, Imperium Rosyjskiego. Otrzymał tradycyjne żydowskie wykształcenie, a ponadto nauczył się języka rosyjskiego i wiele wysiłku poświęcał na samokształcenie. W 1896 r. wyjechał do Warszawy, w której zetknął się z Icchokiem Perecem. Kolejne dwa lata poszukiwał pracy, a następnie powrócił na Ukrainę, gdzie utrzymywał się z korepetycji. Przeżycia związane z ówczesnymi pogromami Żydów znacząco wpłynęły na mroczny klimat jego utworów. W 1903 r. Szapiro wrócił do Warszawy, gdzie Icchok Lejb Perec kształcił jego warsztat literacki i pomógł mu w publikacji debiutanckich Skrzydeł. Rok później wydał dłuższe opowiadanie pod tytułem Icek Mamzer, opublikowane w czasopiśmie redagowanym przez Awroma Rajzena. 
W 1905 r. Szapiro wraz z matką wyjechał do Ameryki. Najpierw jednak przez rok przebywał w Londynie, nawiązując przyjaźń z żydowskim pisarzem Josefem Chaimem Brennerem (również pochodzącym z Ukrainy). Po przybyciu do Nowego Jorku w 1906 r. i pracy w „The Forward” zaczął publikować swoje makabryczne opowieści o pogromach: Pocałunek (1907), Wylej swój gniew (1908), Krzyż (1909), W martwym mieście (1910). Twórczość Szapiry zrywała z satyryczną tradycją klasycznych pisarzy jidysz, akcentując przemoc (morderstwo, gwałt, kanibalizm) i realizm psychologiczny. Po raz trzeci na rok powrócił do Warszawy, gdzie pracował jako korespondent żydowskiego czasopisma „Der Fraynt”. Ostatecznie w 1911 r. wrócił na stałe do Stanów Zjednoczonych. Do 1919 roku Szapiro napisał dwie swoje najbardziej znane opowieści o pogromach: Biała chała i Żydowskie królestwo. Te utwory stanowią jedne z najbardziej estetycznie wysublimowanych i psychologicznie złożonych dzieł dotyczących tematu pogromu w nowoczesnej literaturze żydowskiej.
W tym czasie Szapiro zaczął dużo pić, cierpiał na częste depresje i pisał coraz bardziej sporadycznie. Nadzieje na udoskonalenie wynalazku kina kolorowego zaprowadziły Szapira do Los Angeles w 1921 r. Jego ukochana żona zmarła tam w 1927 r., a pisarz wrócił do Nowego Jorku. W mieście tym pracował w kilku czasopismach literackich i działał w ruchu komunistycznym. 
W 1939 r. ponownie osiadł w Los Angeles, gdzie zmarł 25 sierpnia 1948 r. jako mieszkaniec garażu, alkoholik i nędzarz. Został pochowany na cmentarzu Mount Zion we wschodnim Los Angeles obok żony. Na macewie umieszczono napis: „Lamed Levi Shapiro, autor Di jidysze meluche”.

## Twórczość
- Di jidysze meluche (Żydowskie królestwo, 1919) – zbiór opowiadań zawierający obraz pogromów żydowskich na Ukrainie
- Nujorkisz (Po nowojorsku, 1931) – pierwsza powieść modernistyczna w literaturze jidysz
- Ksowim (Pisma, 1949)[1]

Na język polski przetłumaczony z jidisz po raz pierwszy przez Bellę Szwarcman-Czarnotę: Biała chała („Midrasz”, 5:2014), Wylej swój gniew (2023, Warsztaty Kultury).